# Boutxy
Boutxy (Comenge, 1997 – Pirineus, 2009) va ser un os bru mascle nascut el 1997 als Pirineus centrals. Els seus pares eren Pyros i Melba, dos ossos translocats d'Eslovènia. Boutxy va ser vist per última vegada el 2009, a l'entorn del Massís de Madres, fet que originà una investigació, donat que es sospitava que podia haver estat mort intencionadament. El seu nom és un homenatge al municipi occità de Bots (Boutx en francès), al Comenge, departament de l'Alta Garona.

## Context
L'os bru als Pirineus es trobava al llindar de l'extinció local a la serralada a finals del segle xx, quan només quedaven 4 o 5 exemplars autòctons, degut a la persecució directa per l'home a que es veié sotmesa aquesta població. A partir de mitjans dels anys 90 s'emprengueren diverses mesures per revertir aquesta situació, guanyant molt protagonisme el reforç poblacional mitjançant la translocació d'individus reproductius originaris d'Eslovènia, on resideix una població viable de la mateixa subespècie europea. Entre el 1996 i el 2018 es van translocar 11 exemplars des d'aquest país balcànic (10 a França i 1 Catalunya)
Des de l'inici del programa es van registrar naixements d'ossos als Pirineus i a l'últim cens oficial, divulgat el 2019, s'informaren 52 exemplars vius, entre cadells, sub-adults i ossos adults. Tot i això, la població d'ossos bruns a la serralada continua estant catalogada en perill crític en l'última revisió de la llista vermella de la Unió Internacional per a la Conservació de la Natura (UICN), del 2018.
El reforçament de la població de l'os bru als Pirineus es va iniciar l'any 1996 amb una subvenció del programa Life de la Unió Europea de conservació i protecció d'espècies. Tot i les protestes aquell any, França va alliberar a Melles (Alta Garona) dos exemplars: les osses Živa i Melba, i el 1997, un mascle, en Pyros, tots procedents d'Eslovènia. L'origen va ser seleccionat atenent estudis que demostren que els ossos balcànics, del sud d'Escandinàvia, i els del sud i sud-oest d'Europa pertanyen a una única línia genètica, que s'explica pel fet que es va produir un refugi durant l'última glaciació al sud d'Europa. Translocar ossos del Cantàbric, encara més propers genèticament que els balcànics, no era una opció sobre la taula donada la complicada situació en què aleshores també es trobava aquesta altra població ibèrica, catalogada en perill d'extinció.

### Resistències a la reintroducció
La reintroducció de l'os als Pirineus suscita des de l'inici de la seva implantació importants adhesions i oposicions en el conjunt de la societat, amb partidaris i detractors que s'articulen en diversos grups d'influència. La principal resistència es deu al fet que un cop alliberats al nou medi pirinenc, els animals translocats i els seus descendents, així com succeïa amb els anteriors ossos autòctons, poden atacar de forma oportunista a la ramaderia i l'apicultura.
Les resistències de la població han estat molt fortes pel paper important que jugava el caràcter mític de l'os i la por atàvica que la seva presència despertava. La Generalitat de Catalunya pretenia fer de l'os una marca de qualitat turística, però l'any 1994, amb la notícia del pla d'alliberament, els municipis de les valls d'Àneu es van oposar a la presència de l'os.
La campanya opositora va aconseguir que el 1995 es retardés l'alliberament previst i el març de l'any següent es decidia no fer la reintroducció a Catalunya. Tot i això el departament d'Agricultura, Ramaderia i Pesca (DARP) de la Generalitat de Catalunya i el Ministeri de Medi Ambient de França van firmar un conveni de col·laboració per garantir la coordinació del seguiment i control dels ossos alliberats a França, per la possibilitat que passessin la frontera. L'abril de 1996 els ramaders i caçadors del Pallars Sobirà i la Vall d'Aran es van manifestar contra l'alliberament dels ossos que es dugué a terme a França al mes següent.

## Biografia
L'hivern del 1996/1997 les dues osses reproductores translocades d'Eslovènia arribaren embarassades i tingueren ventrades entre l'Alta Garona i la Vall d'Aran. Mentre Živa donava a llum a Nere i Kouki, Melba paria a Boutxy, Medved i Caramelles. Les anàlisis genètiques demostraren que Boutxy era fill de Pyros, però com que el cadell va néixer als Pirineus abans de l'arribada de Pyros, al maig del 1997, es demostrava així que la fecundació s'havia produït a Eslovènia.
Medved va morir al juliol del 1997 per debilitat, amb poc mesos de vida. Poc després, Boutxy i Caramelles van quedar orfes amb pocs mesos de vida, donat que la seva mare va ser morta a trets per un caçador, però van sobreviure.
El matí del 27 de setembre de 1997, a Bezins-Garraux (Alta Garona), un caçador s'estava a l'aguait en una batuda del senglar, amagat sota un arbre en una línia de carena. Melba, acompanyada dels seus dos cadells Boutxi i Caramelles, probablement no va detectar el caçador a causa de la configuració del terreny i passà a prop seu. Al descobrir-lo, es sorprengué i efectuà una primera càrrega defensiva contra el caçador, aturant-se a cinc o sis metres d'ell. Després, els cadells s'allunyaren. Melba efectuà una nova càrrega, molt més a prop, i el caçador, en defensa pròpia, la disparà i matà quan es trobava a menys de tres metres d'ell.
Posteriorment, Boutxy i Caramelles es van escapar i van sobreviure. Quan Boutxi arribà a l'edat sub-adulta, es va dispersar i va expandir l'àrea de distribució dels ossos a la serralada cap a l'est. A partir de 1999 se'l va veure compartint territori reiteradament amb Kouki a Escolobre, al País de Salt (Aude) per sobre de la zona boscosa del massís de Madres. Sovint se'ls podia veure junts, tot i que cap d'ells era progenitor de l'altre ni germà de ventrada, sinó germanastres per part de pare.
El 2006 se'l va localitzar mitjançant anàlisi genètica i es demostrà que havia comès diversos atacs contra bestiar a l'Arieja. A principis del 2009, Boutxy va ser vist per última vegada per l'equip de l'Os, any en què es considera que va morir.. L'avistament es va produir a la part més oriental del territori que ocupen els ossos dels Pirineus, a prop de la frontera administrativa entre els departaments francesos de l'Arieja, l'Aude i els Pirineus Orientals. Coincidentment, els atacs contra el bestiar en pobles a l'est de l'Arieja, com Orlun, van cessar a la primavera del 2009. Donat el passat problemàtic de Boutxy, a la tardor es rumorejava que havia estat mort intencionalment. El 2010 la fiscalia va obrir una investigació a l'Arieja. Els gendarmes i els equips de gossos rastrejadors van fer batudes per cercar Boutxy i una trentena de persones van ser interrogades a l'entorn pastoral, però no es va trobar cap rastre de l'os. La investigació no va tenir èxit, tot i que, segons el diari Le Monde, «sembla segur que l'os anomenat Boutxy, un animal de 200 kg i una fam voraç, es troba entre les víctimes» [del furtivisme].